# Sant'Apollinare alle Terme Neroniane-Alessandrine (diaconia)
Sant'Apollinare alle Terme Neroniane-Alessandrine (in latino: Diaconia Sancti Apollinaris ad Thermas Neronianas-Alexandrinas) è un titolo cardinalizio istituito da papa Leone X il 6 luglio 1517, quando, in occasione del concistoro del 1º luglio 1517, aumentò notevolmente il numero dei cardinali. Esso fu soppresso da papa Sisto V il 13 aprile 1587 con la costituzione apostolica Religiosa.
Il 26 maggio 1929 papa Pio XI, con la costituzione apostolica Recenti conventione lo riammise come diaconia di Sant'Apollinare alle Terme Neroniane-Alessandrine quando, in base all'articolo 15 del concordato tra la Santa Sede e l'Italia, fu soppressa la diaconia di Santa Maria ad Martyres.

## Titolari fino al 1587
- Giovanni Battista Pallavicini (6 luglio 1517 - 13 agosto 1524 deceduto)
- Giovanni Domenico de Cupis (17 agosto 1524 - 24 maggio 1529 nominato cardinale presbitero di San Lorenzo in Lucina)
- Antonio Sanseverino, O.S.Io.Hier. (16 maggio 1530 - 5 settembre 1534 nominato cardinale presbitero di Santa Maria in Trastevere)
- Agostino Spinola (5 settembre 1534 - 18 ottobre 1537 deceduto)
- Giacomo Simonetta (28 novembre 1537 - 1º novembre 1539 deceduto)
- Gasparo Contarini (9 novembre 1539 - 15 febbraio 1542 nominato cardinale presbitero di Santa Prassede)
- Uberto Gambara (15 febbraio 1542 - 17 ottobre 1544 nominato cardinale presbitero di San Crisogono)
- Niccolò Ardinghelli (9 gennaio 1545 - 23 agosto 1547 deceduto)
- Robert de Lénoncourt (10 ottobre 1547 - 11 dicembre 1555 nominato cardinale presbitero di Santa Cecilia)
- Carlo di Lorena (11 dicembre 1555 - 25 dicembre 1575 deceduto)
- Titolo soppresso nel 1587

## Titolari dal 1929
- Vacante (1929 - 1935)

Bolla papale di assegnazione della diaconia di Sant'Apollinare alle Terme Neroniane-Alessandrine al cardinale Aurelio Sabattani, firmata da papa Giovanni Paolo II nel 1983.

- Domenico Jorio (19 dicembre 1935 - 18 febbraio 1946); titolo pro illa vice (18 febbraio 1946 - 21 ottobre 1954 deceduto)
- Domenico Tardini, titolo pro illa vice (18 dicembre 1958 - 30 luglio 1961 deceduto)
- Joaquín Anselmo María Albareda y Ramoneda, O.S.B. (22 marzo 1962 - 19 luglio 1966 deceduto)
- Pericle Felici (29 giugno 1967 - 30 giugno 1979); titolo pro illa vice (30 giugno 1979 - 22 marzo 1982 deceduto)
- Aurelio Sabattani (2 febbraio 1983 - 5 aprile 1993); titolo pro illa vice (5 aprile 1993 - 19 aprile 2003 deceduto)
- Jean-Louis Tauran (21 ottobre 2003 - 12 giugno 2014); titolo pro illa vice (12 giugno 2014 - 5 luglio 2018 deceduto)
- Raniero Cantalamessa, O.F.M.Cap., dal 28 novembre 2020